# 혼다 커브

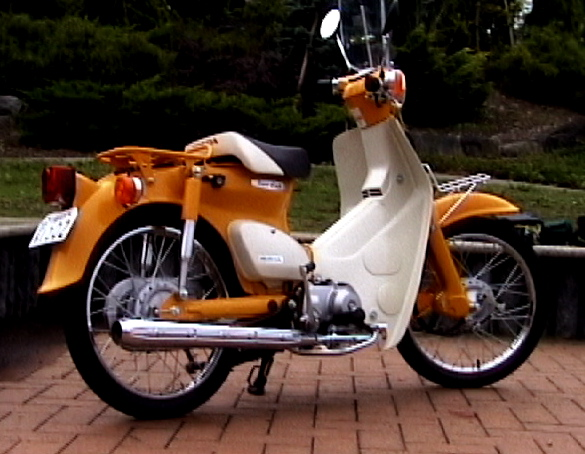
2004년 슈퍼 커브

혼다 커브(Honda Cub)는 혼다가 제조 및 판매하고 있는 모터사이클이며 시리즈 차종으로서 여러 차종이 생산되고 있다.
야마하의 메이트, 스즈키의 버디 등이 경쟁 차종이지만 "커브"는 이와 유사한 비즈니스(혹은 언더본) 모터사이클을 포함시킨 총칭 및 속칭으로서 사용되는 경우도 있다.

## 개요
원래는 1952년부터 1958년까지 생산된 자전거보조 엔진 킷의 애칭이다. 현재는 1958년부터 생산을 시작한 세미스쿠터형의 모페드인 C100형 이후의 시리즈명 슈퍼 커브를 생략해서 커브라고 칭하는 경우가 많다.

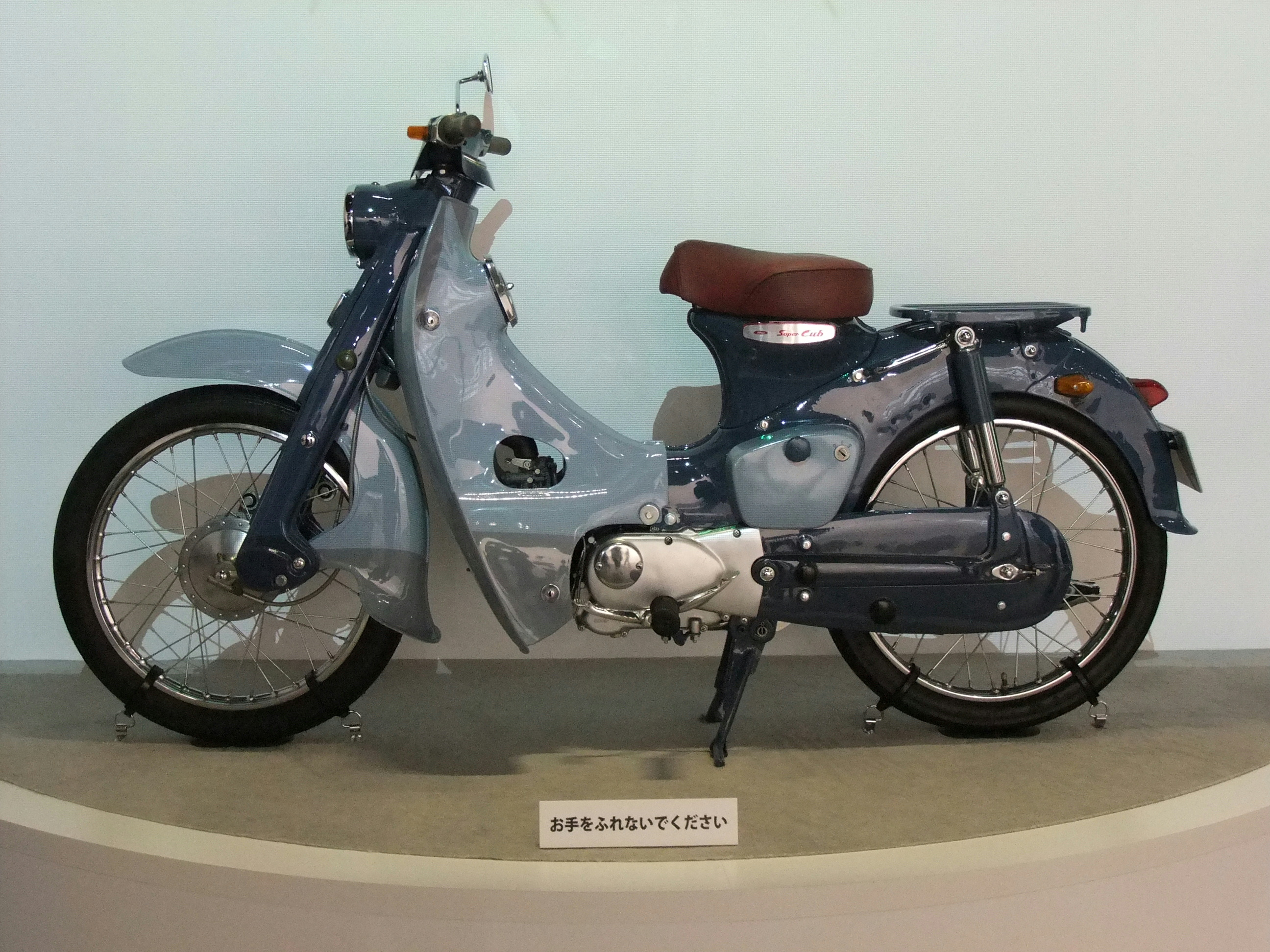
1958년. 1세대 슈퍼 커브

커브의 차명은 곰등의 맹수의 새끼를 가리키는 영어의 Cub에 유래하고, 소배기량이면서 파워풀한 모터사이클을 어필한 명명이 되고 있다. 내구성과 경제성이 우수하고 등장 당시부터 반세기 이상을 경과한 오늘도 개량을 계속하면서 일본을 비롯한 세계 각국에서 라이선스를 받아 생산이 계속되고 있다.
발매를 당시만 해도 9만대나 팔렸다고 말하는 대히트 상품이다. 혼다기연공업 주식회사에 의하면 슈퍼 커브 시리즈의 생산 대수는 2008년 4월 말 기준으로 총 6,000만대(라이센스 생산 제외)에 달하고 수송용 기기의 1시리즈로서는 세계 최다양산 및 판매 대수를 기록하고 있다.
20세기 후반의 모터리제이션 역사상 사륜자동차 분야의 T형 포드나 폭스바겐 비틀에 필적하는 공헌을 남긴 이륜차이다. 게다가 판매 시작후 50년 이상을 경과해도 많은 원설계를 이어받으면서 생산이 계속되고 있다.

## 같이 보기
- 모페드
- 슈퍼 커브 (영화)
- 비치 보이스